# 卷线器

旋绕式卷线器（纺车轮）的部件示意图：
1、抛线挡
2、（鱼竿的）轮座
3、轮脚
4、摇柄
5、轮臂
6、逆止开关
7、线杯
8、鱼线
9、卸力控制旋钮

钓鱼卷线器（英語：fishing reel）也称渔线轮、线轮、钓鱼轮等，古称钓车，是一种钓鱼时用来储存和收放鱼线的卷筒式渔具，通常安装在鱼竿上通过旋转曲柄控制鱼线的释放长度和张力，主要用来捕捉游泳能力较强的鱼类（鲑鱼、鳟鱼、鲈鱼、鲤鱼、狗鱼或各类海鱼）。捕捉小鱼时则通常用手竿即可，不需要使用卷线器。:63

## 历史

### 中国

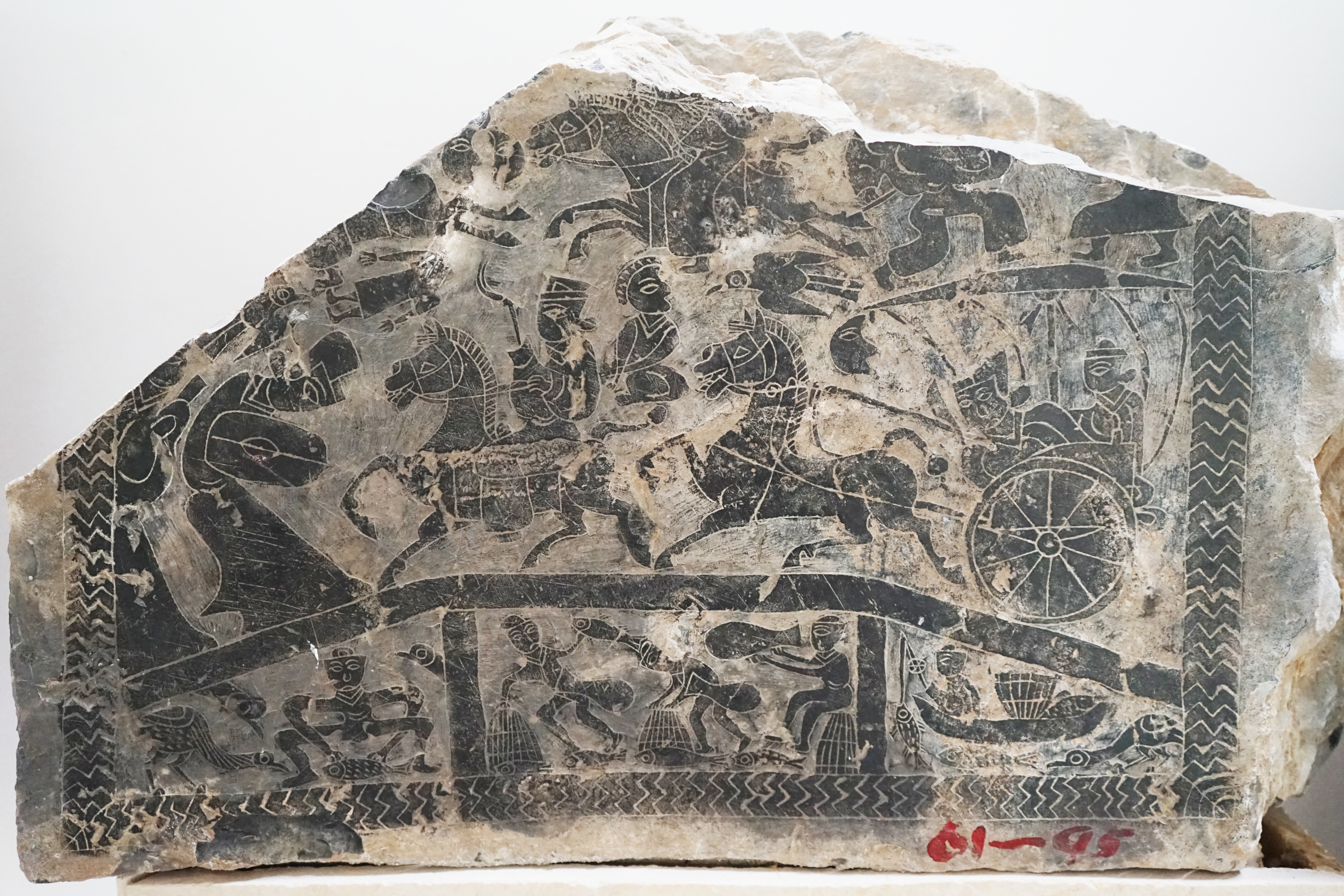
徐州汉画像石艺术馆收藏的东汉画像石，右下角的钓竿装有轮状装置

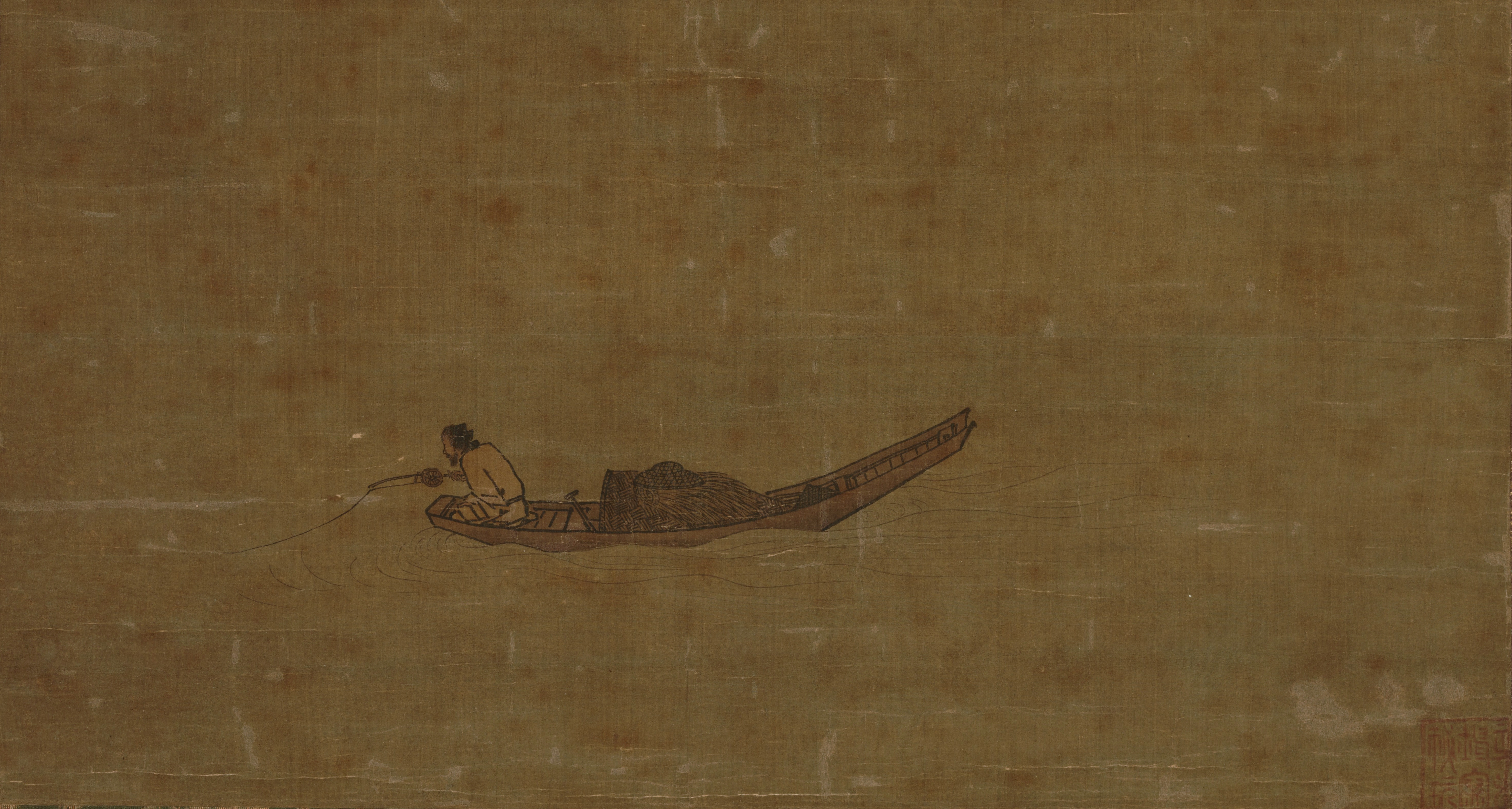
南宋画家马远在1195年的画作《寒江独钓图》，画中钓客使用的卷线器是目前被国际学界所承认的最早描述此类渔具的图像记载

有关卷线器的最早文字记载来源于东汉《列仙传》中“陵阳子明”（西汉江油人窦子明，道教仙人）的故事里提到的钓到白龙的“钓车”，而“车”字在古汉语中可与轮同义，说明最晚在东汉时期就有转轮式渔具——用作卷拉绳索的辘轳早在春秋时期就已经发明，到西汉时期技术就已经非常成熟，因此被借鉴用在渔具设计上并非不可能。唐代诗词中也常有对“钓车”的描写，比如诗人陆龟蒙和其好友皮日休在有关溪钓的诗词（比如《渔具诗》）中都常常提及“钓鱼轮”和“角柄孤轮”。宋代诗词中也是如此，比如黄庭坚《题花光画山水》中的“花光寺下对云沙，欲把轻舟小钓车”、李新《渔父曲》中的“黄蓑老翁守钓车，卖鱼得钱还酒家”、杨万里《过宝应县新开湖》中的“两双钓船相对行，钓车自转不须萦”等等。北宋科学家沈括更是在《洞天游录》（虽可能是清人冒名的伪作）中描写：“江上一蓑，钓为乐事。钓用轮竿，竿用紫竹，轮不欲大，竿不宜长，但丝长则可钓耳。”
目前国际公认的有关卷线器的最早图像记录是由汉学家李约瑟考察的，来自于南宋画家马远（1160–1225）的名画《寒江独钓图》（在火烧圆明园后现存于日本东京国立博物馆），图中一个坐在舢舨上的宋人手持一个很明显装有线轮的鱼竿。南宋嘉定年间出版的《天竺灵签》一书中也配有两幅木刻版画展示了卷线器的使用。另一个有关卷线器的图像是元代画家吴镇（1280–1354）在至正年间的画作《渔父图》。明朝万历年间出版的类书《三才图会》更是详细的图示了当时卷线器的辘轳滑轮机构。以上图画是1651年以前能找到与卷线器有关的唯一五处图像证据中的四个，剩下的一个是来自于13世纪的一本亚美尼亚羊皮纸福音书中较为模糊的图像。

### 英格兰

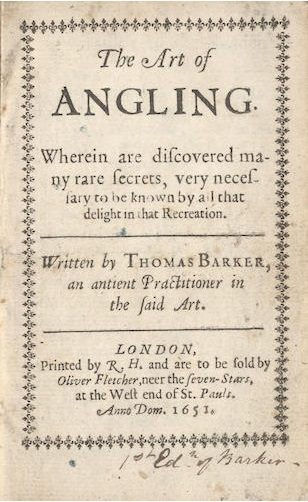
1651年出版的《钓鱼的艺术》（The Art of Angling）是第一本提到卷线器的英文书籍

第一本有关捕鱼的英文书是1496年的《用钩捕鱼的专著》（The Treatyse of Fysshynge with an Angle）)，但书中并没有提及卷线器。1651年的《钓鱼的艺术》一书中首次用英文提到了一种原始的卷线器。而卷线器也是大约在1650年左右飞蝇钓开始在贵族阶层盛行的时候出现在英格兰。
在18世纪，渔业变得商业化，鱼竿和渔具在服饰店都有销售。自从1666年伦敦大火之后，许多手工艺人都搬到了雷迪奇，使得当地在1730年代开始变成了一个渔具制造中心。1761年，赫特福德郡人阿尼西母·乌斯顿森（Onesimus Ustonson，1736～1783）开了制造店，而他的公司在之后的一个世纪都是市场领军者，他自己也从乔治四世开始的连续三任国王那里都获得了皇家认证。有人曾将发明卷线器的头衔赠与乌斯顿森，但他其实只是第一个用广告销售卷线器的人——他最早的一份广告是1768年的一个标题为“至所有钓鱼爱好者”的交易卡，包含了一整个清单的渔具。他所销售的早期增倍卷线器十分短粗，而且黄铜齿轮经常磨损。
18世纪后叶，现代设计的卷线器开始出现在英格兰，主要流行的型号是所谓的“诺丁汉型”。当时的卷线器是一个自由放线的宽筒，主要用来让鱼饵可以随着水流漂游。在1880年代，渔具设计开始改进，新式木料制作的飞蝇钓竿和取代了马毛的丝制鱼线让人可以将毛钩逆风抛出，并且大大增加了抛线距离。负面效果是更长的鱼线也更容易被缠乱，为此帮助线杯收放鱼线的导线器被发明了出来。纺织业大亨阿尔伯特·伊林沃思（Albert Illingworth，1865～1942）在1905年申请了一个固定线杯设计的专利，也就是现代旋绕卷线器的雏形。

### 美国
用齿轮将转速增倍的卷线器在英国并没有获得青睐，但是在美国市场却大获成功。肯塔基州的钟表匠乔治·施耐德（George W. Snyder，1780～1841）首次在1810年将老式的增倍卷线器改进了成了抛饵卷线器，这也是第一款由美国人发明的卷线器设计。施耐德最早只是为了自己个人的鲈钓需求制作卷线器，但之后也开始为俱乐部的同僚和其他爱好者制作。因为当时没有专利和商标保护，施耐德的卷线器很快就被许多商家仿制，并且在美国东北部新兴的工厂中以远少于手工制作的成本和时间进行批量生产。而廉价渔具在市面上的出现，使得美国社会各个阶层都开始将钓鱼作为兴趣爱好。
佛蒙特州人查尔斯·奥维斯（Charles F. Orvis，1831–1915）在1874年设计并发行了一种新式卷线器，被渔具历史学家吉姆·布朗（Jim Brown）称作是“美式卷线器设计的基准”（benchmark of American reel design）。这是世界上第一款现代为飞蝇钓专用的卷线器。奥维斯于1856年创建的公司至今仍是渔具和户外用品制造业的名牌。

## 类别

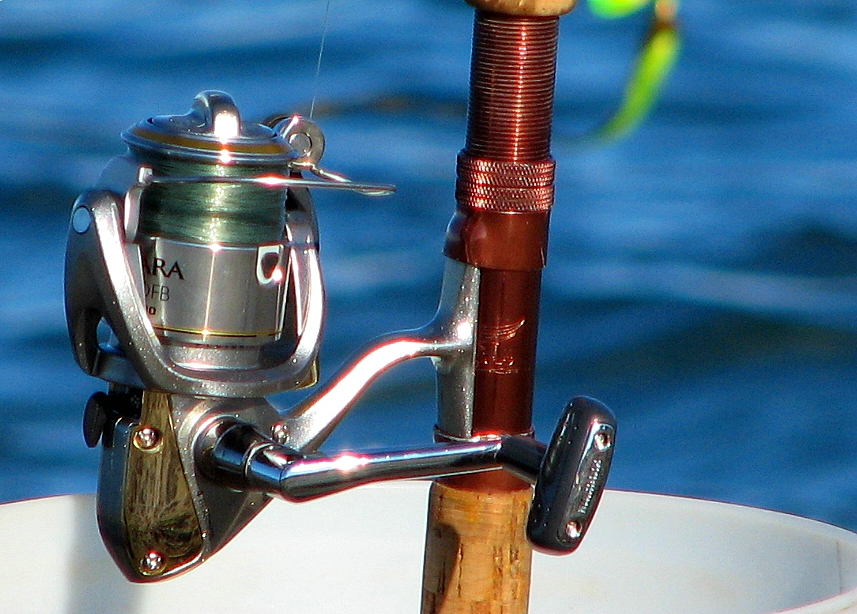
纺车轮

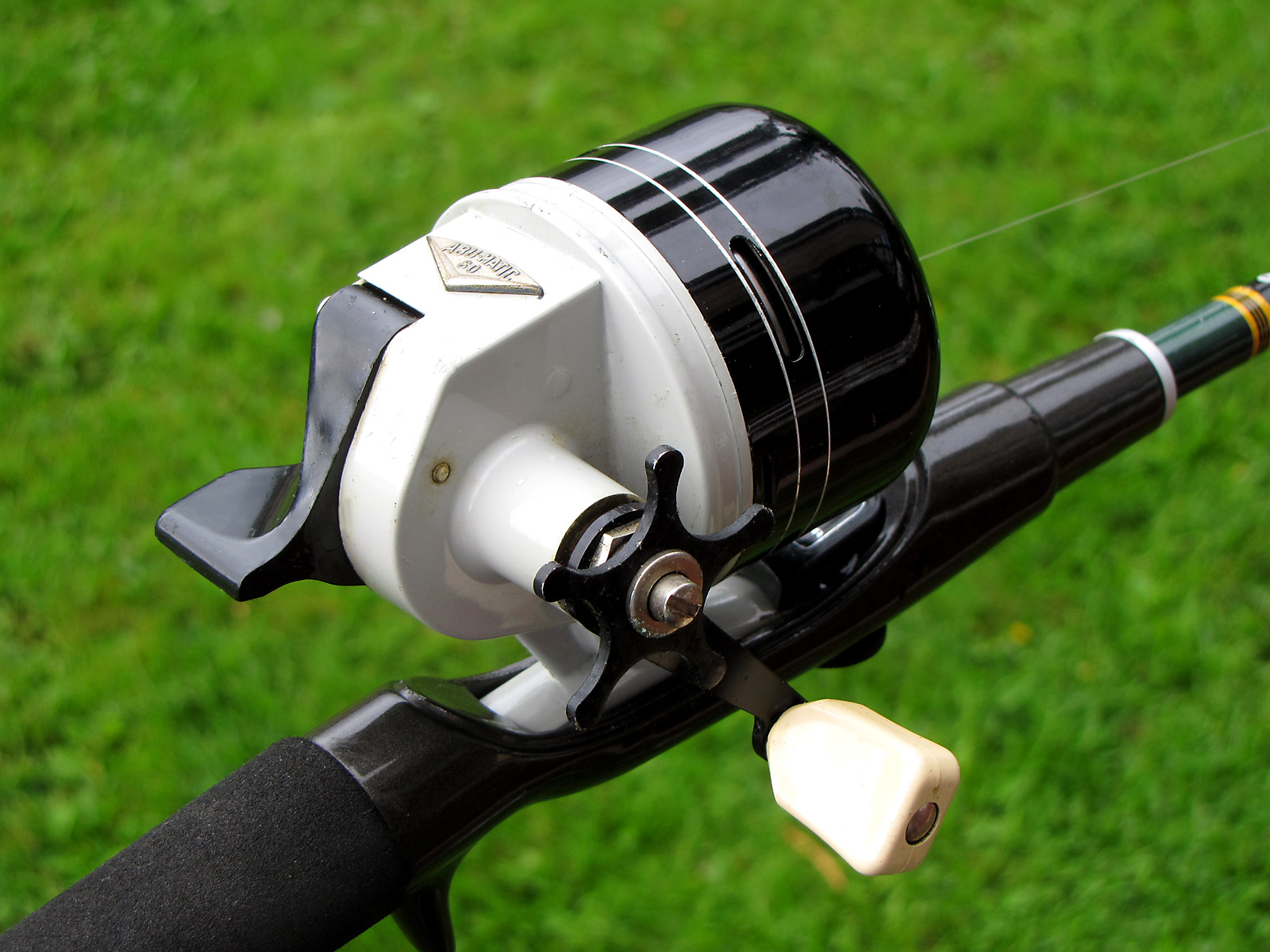
旋抛轮

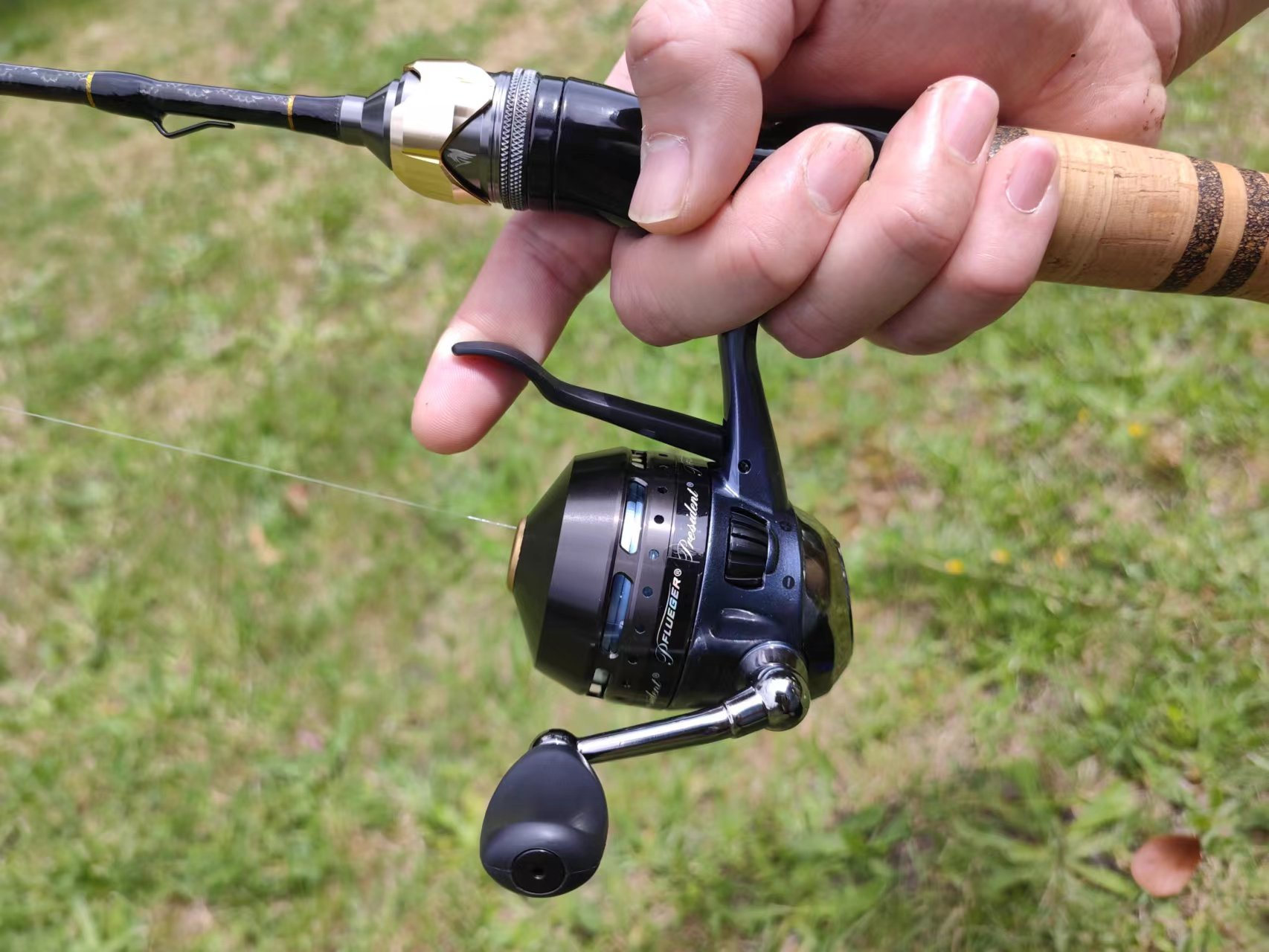
扳旋轮

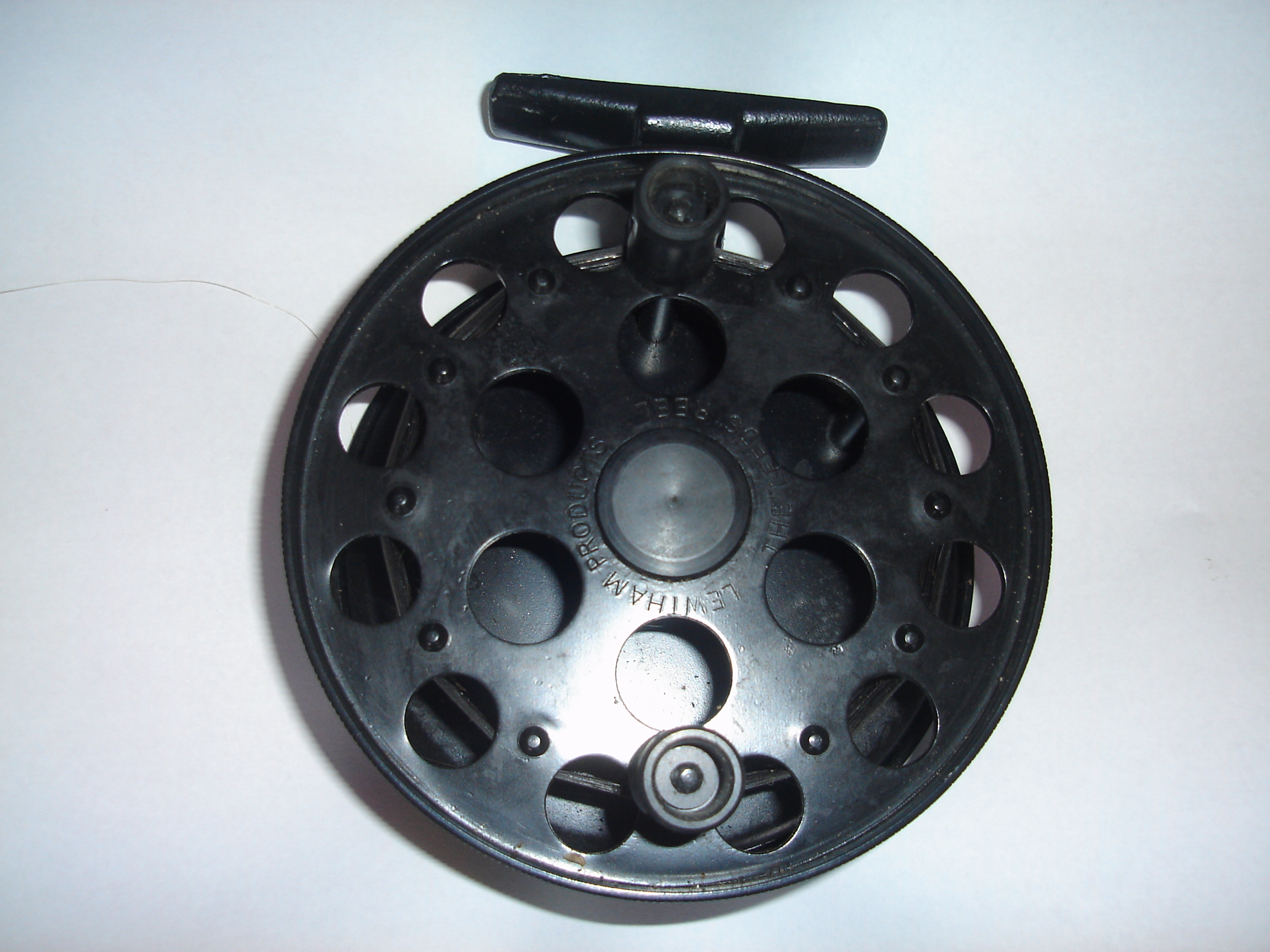
中轴轮

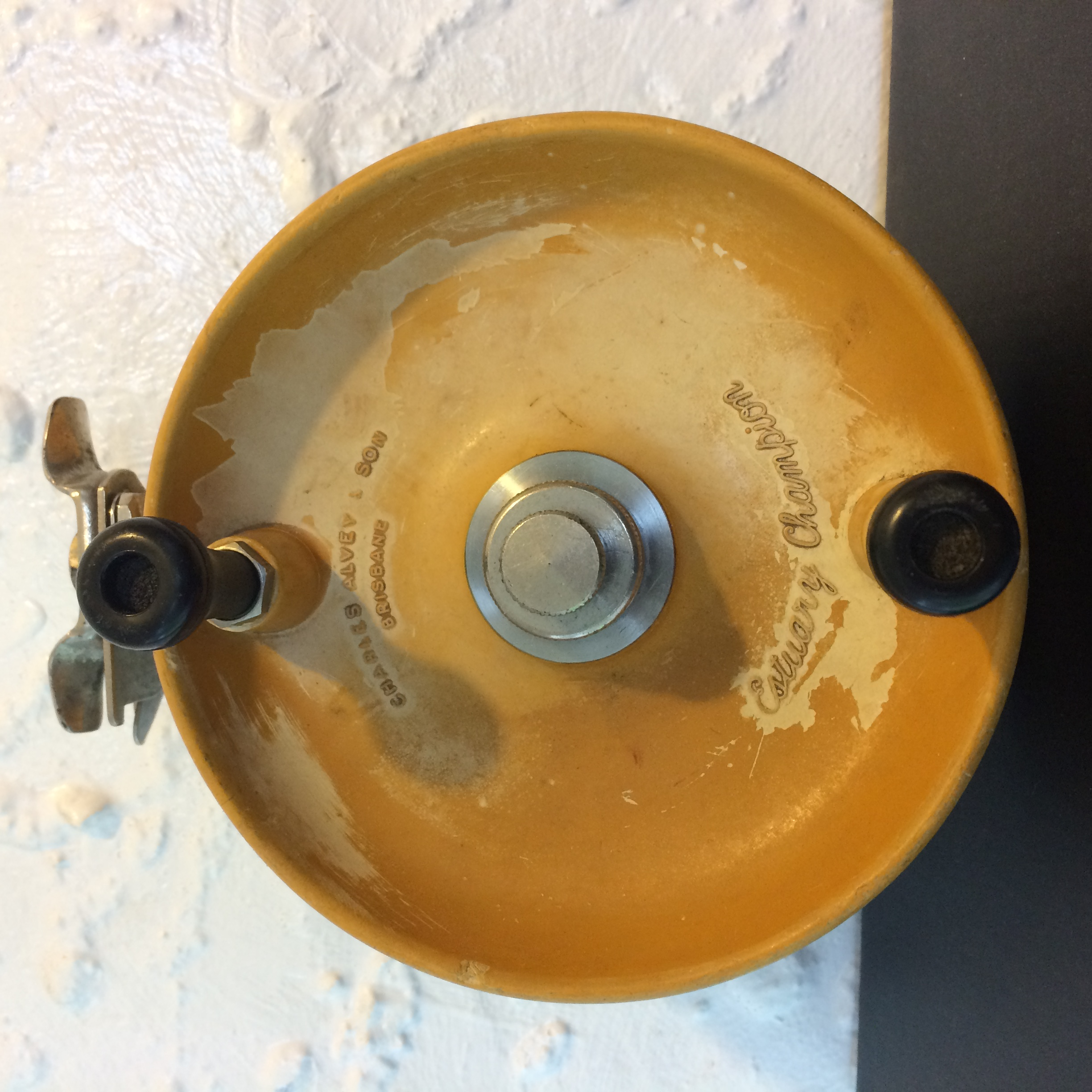
侧抛轮

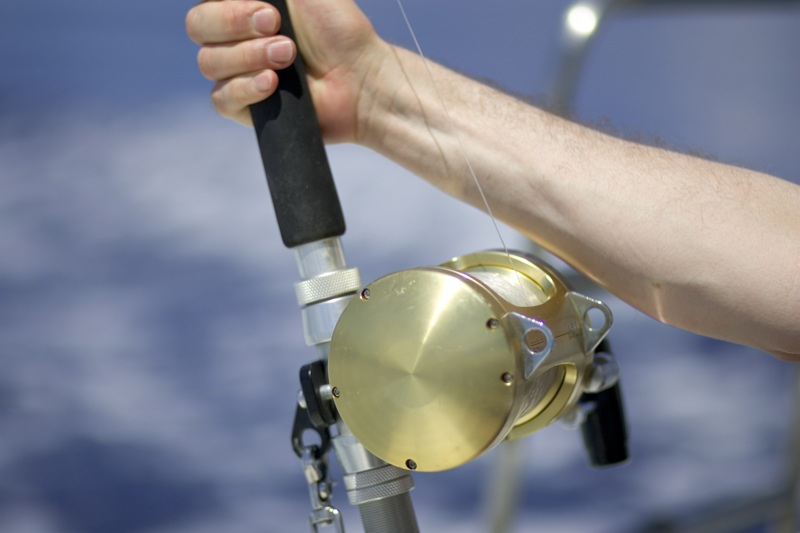
鼓轮

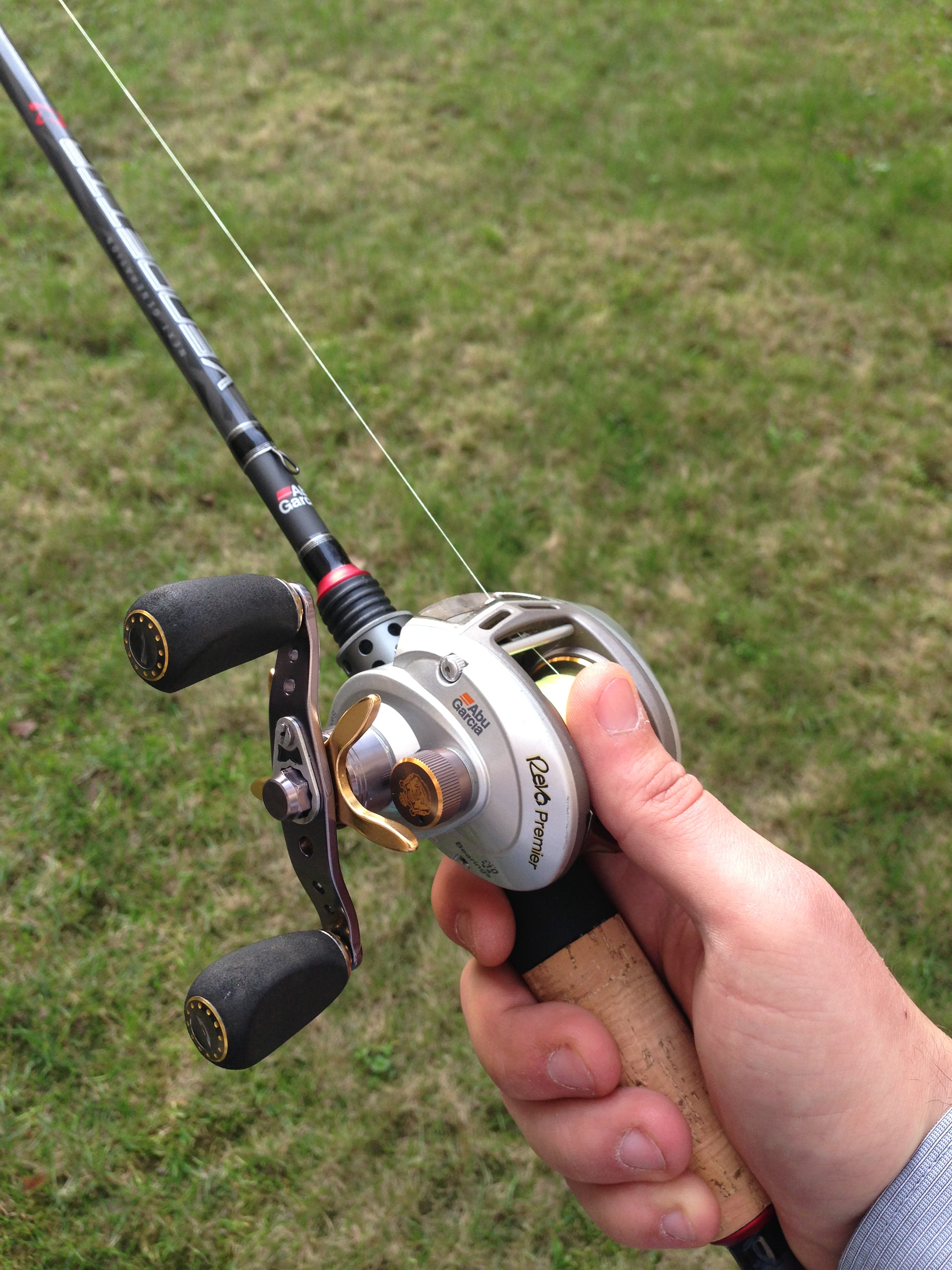
水滴轮

根据其用来缠绕鱼线的线杯是否可以转动，卷线器分为定杯型（fixed spool）和转杯型（rotary spool）两种。定杯型卷线器的线杯除了少许纵向活动以外基本上是固定的，而鱼线被其它旋转机制拉扯围着纵轴缠绕；转杯型卷线器主要依赖线杯自身的旋转将鱼线卷绕，是围着横轴缠绕:63。

### 定杯卷线器

#### 纺车轮
旋绕式卷线器简称旋绕轮（spinning reel），在汉语圈也称纺车轮（其实这是误称，因为这种卷线器的运作方式其实不像纺车而更像纺锤，真正形似纺车的是中轴轮）。纺车轮是一种开放式设计的卷线器，也是最常见的定杯卷线器，线杯除了有少量前后伸缩来保证缠线均匀外没有任何旋转，运作时由一个曲柄驱动旋转的半圆弧形线挡（bail）拉扯着鱼线缠绕在线杯上，在抛饵时将线挡扳开就可以让鱼线自然松脱放出，不会出现回冲缠线的情况。这种卷线器通常配合直柄竿使用，安装在鱼竿握柄的底面，因为不需要抗衡重力导致的鱼竿纵旋，所以使用起来较为舒适，是现今最受欢迎的卷线器之一。
纺车轮的转柄通常可以随时拆下换到另一侧，因此无论左撇右撇、使用习惯都能适用，而操作简单、手感平滑，非常适合初学者上手。缺点是抛线时的距离和精准度并不出色，而且一些刚度较高的鱼线在从线杯上松脱后仍会带有形状记忆因而产生螺旋状的环套，时常会出现缠绊线挡的情况。:63

#### 封闭轮
封闭式卷线器简称封闭轮，在英语中也称旋抛轮（spincast reel或spincaster），因为常常被用在射鱼用的复合弓上，在中国大陆也称射鱼轮。这种卷线器和纺车轮的缠线原理相似，但是线杯隐藏在一个外壳内，壳内有一个代替线挡的针，外壳前方有一个盖子，盖上有一个可以用来轨导鱼线释放的小洞，用押键的操作就可以收放钓线。与纺车轮不同，这种卷线器像水滴轮一样通常配合枪柄竿安装在握柄顶面，外形轻便紧凑、操作简单，对（特别是年轻的）初学者十分友好，所以在汉语圈中也称儿童轮。其缺点是容量有限、抛投距离短、不适用粗大的母线，而且内部容易积累鱼线回收时带进去的水分和杂质导致积垢和生锈。

#### 扳旋轮
下旋式卷线器（underpin reel）是封闭轮的一个变种，像纺车轮一样悬挂在鱼竿握柄底面，重心较低因此也更佳舒适，并且可以兼容几乎所有的直柄竿。在使用时，钓者会像用纺车轮一样用持竿手的食指钩住鱼线，然后放开一个放线扳杆进行抛饵，并且可以在鱼饵到达预定距离后通过扳杆停止出线。因为拥有这种扳机机制，下旋轮也称扳旋轮（triggerspin reel）。

### 转杯卷线器
转杯卷线器主要分单轴和双轴两类：
- 单轴卷线器就是中轴轮，构造和传统的绞盘和纺车相似，曲柄和线杯共用同一转轴，转数比例为1:1，因此也称单动轮（single-action reel），因为直径较大通常安装在鱼竿握柄的底面；
- 双轴卷线器的曲柄和线杯分属由齿轮联接的两个转轴，可以通过齿数比例产生高于一倍的转速比，因此也称增倍轮（multiplier reel）[16]。这类卷线器通常安装在鱼竿握柄的顶面，使用者在抛线时可以用拇指直接按触线杯用摩擦力干涉其旋转。双轴轮的传统设计是曲柄装在右侧，右撇子钓者在抛线后将鱼竿倒旋以便用左手摇柄，现在则通常会换手（右手抛竿后换到左手持竿，改用右手摇柄）或者干脆使用曲柄在左侧的“左撇”设计。

#### 中轴轮
中轴轮（centerpin reel）是最古老的一种卷线器，旋柄和线杯同轴（有时候干脆就是直接装在线杯外框上的手柄），通常安装在鱼竿握柄最后端的底面，需要卸力放线时需要钓者手动向外扯线。中轴轮因为是“直驱”设计，旋柄和线杯的转速同比，使得收线操作更加细微，适合抛收比较轻的鱼饵，特别是使用毛饵的飞蝇钓，因此也称飞蝇轮（fly reel）。

#### 侧抛轮
侧抛轮（sidecast reel）是中轴轮的一个变种，主要区别在于其轮脚部位有一个能让整个线轮水平旋转90°的机构。在抛线时，使用者用手扳转侧抛轮，使得线杯的中轴与鱼竿平行，然后鱼线可以像纺车轮一样从侧缘滑脱释放；当需要收线时，使用者将线轮扳转回起始位置（线杯轴线与鱼竿垂直），然后收线的运作和中轴轮完全一致。这种设计的优点是放线顺滑，不像普通的中轴轮那样需要事先用手扯线然后才能抛投；缺点是抛线和收线之前都必须额外完成一个用手扳旋的动作。
侧抛轮主要是澳大利亚人的发明，最著名的品牌是1920年在布里斯班建厂的渔具制造商Alvey Reels，主要市场是昆士兰和新南威尔士地区的淡水和咸水钓鱼群体，通常用于海钓和矶钓。市面上最常见的侧抛轮的线杯直径一般在6—7英寸（150—180），配合12—16英尺（3.7—4.9）的海钓竿使用。

#### 鼓轮
传统轮（conventional reel）因为外形酷似圆柱形滚筒，在汉语圈也称鼓轮，主要分为按照收线时的曳力调节机制分为星轮（star drag）和搬杆（lever drag）两种。小型的鼓轮可以像水滴轮一样，但大型的鼓轮因为抛投起来比较吃力，通常是直接放线扔入水中随波漂荡用来拖捕大型游钓鱼和深海鱼，所配用的鱼竿也通常是长度较短、调性较慢、强度较高的船钓竿，因此也称拖钓轮（trolling reel）。有些鼓轮为了方便钓手估算出线量，还会额外配装一个测线器（line counter）。

#### 水滴轮
抛线轮（casting reel）在英语圈中也称抛饵轮（baitcaster），是在传统鼓轮的基础上加有一个左右返复保证卷线均匀的导线器（line guide）然后用后方的按板控制放线。因为改善抛投性能的需求，现代设计的线规通常较为前置，使整个鱼轮的侧面轮廓呈水滴形，在汉语圈也称水滴轮。这种卷线器至少在17世纪中期就已经存在，但是真正被业余垂钓者广泛使用则要等到1870年代。因为能够获得的抛饵距离无与伦比，而且可以比纺车轮更精确的控制抛线距离，所以是现今最受欢迎的卷线器之一。水滴轮的优点是抛投精度可控、收线迅速有力；缺点是抛线时如果放线的速度慢过线杯的转速，就会出现已脱离线杯但却来不及离开线轮的鱼线形成松散的线套并被线杯的惯性扯回轮内乱缠一团的反甩（backlash）现象——英语圈俗称“鸟窝”，汉语俗称“炸线”或“炒粉”——特别在抛投在空气中减速较快的轻饵的时候。为了防止发生炸线，水滴轮通常都设计有可调节的“刹车”（brake）系统来限制线杯的转速，通过牺牲一部分抛投距离来降低炸线的风险。通常的刹车机制有线杯张力（spool tension，在中国大陆也俗称“机械刹车”）、离心刹车（centrifugal braking）和磁力刹车（magnetic braking）三种设计，而一些现代产品时常会采用结合了两种以上刹车原理的混合式设计。

## 机械原理

### 卷筒机构

#### 直驱式
直驱式线轮（direct-drive reel）的旋柄和线杯直接相联，抛线或鱼咬钩扯线时旋柄会随着鱼线被拉出而转动，如果鱼的游速很快甚至会打疼钓鱼者的手。传统的飞蝇轮都是这种设计。

#### 防逆式
防逆式线轮（anti-reverse reel）可以在转柄不动时仍允许放线，甚至在收线时让线杯放线防止拉力过载。抛饵轮和许多现代飞蝇轮都是这种设计，传统是用一个棘爪控制的齿轮。现在常用的“瞬间防逆转”（Instant Anti-Reverse，简称IAR）系统使用单向离合轴承或离心卡销来限制转柄只做单向运动。

### 拖力机构
卷线器的拖力（drag）系统通过对线杯/线挡施加可变的轴向压力来控制其与内部齿轮组之间的摩擦力，以便调节旋转收线时能够施加在鱼线上的最大张力。在鱼线张力低于拖力设置的时候，线杯/线挡和齿轮组之间保持转动同步；一旦拉力超值，两者之间的静摩擦力被克服，线杯/线挡和齿轮组就会出现转动差速转动，通常活动状态也从主动缠线改变为有阻力的被动逆转放线。这种对拖力设置上限的设计这样可以防止鱼线因为应力过大而发生断线，能够在鱼剧烈挣扎、意外出现鱼钩挂底或钓者无意间用力过猛时减少损失渔具的不必要风险。一些现代设计的卷线器内还会装有拖力响片（drag clicker）——即所谓的“卸力报警”，可以在拖力过载导致线杯被迫逆转放线时发出“哒哒”声响来提醒使用者。卷线器提供的拖力设置配合鱼竿的弯曲弹力和鱼线自身的弹性拉力，再结合上恰当的溜鱼技巧，可以增加整个钓具系统的综合应力极限，使得钓鱼者可以稳妥的将用力挣扎的大鱼耗累并逐步拉近。
拖力系统的机械原理通常是用一系列与线杯/线挡同轴的摩擦圆盘——即所谓的“拖力垫圈”（drag washer），相邻的垫圈之间通过旋转差速贡献部分摩擦力，多个叠加排列的垫圈被施以压力后就可以将摩擦力串联起来。拖力垫圈使用的摩擦材料在过去是皮革，而现在通常是金属或特氟龙与碳纤维或者其它聚合物相滑动，垫片之间经常会涂有润滑脂防止接触面出现抱死，运作时也会产生摩擦生热，如果是用来捕捉较强壮的大鱼则需要使用更抗热的材料。一个设计和做工优秀的拖力系统所提供的拖力必须是一致、可靠和平滑的。除此之外，拖力系统需要提供的最大拉力也要考虑鱼线的抗暴强度和目标鱼挣扎（包括游泳、跳跃和摆甩）时的行为力，因此也需要钓鱼者通过个人经验进行适时的调整，避免拉力瞬间过大或过小。
在使用纺车轮、封闭轮和使用星轮设计的传统增速轮的时候，通常推荐的初始设定是将拖力调节成鱼线断裂张力的1/3到1/2之间。比如，如果鱼线的强度指标是20磅力（89牛頓），那么拖力上限就应该设成7—10磅力（31—44牛頓）。如果使用的是扳杆设计的拖力系统，通常会将“开”的设置拖力定为1/3。

#### 旋绕式卷线器
旋绕式卷线器可以有前后两种拖力调节系统。前置拖力设在线杯前端，是所有型号的标准配置，结构相对简单，与其它拖力系统一样都是通过压紧增加转轴的摩擦力，所产生的拉力通常更高也更一致。后置拖力也俗称“供饵器”（baitfeeder），是少数型号额外附加的配置，通常配合一个自动弹开的扳杆使用，制造商设计的最高拉力值一般也不会超过10磅力（44牛頓）。而且后置拖力的机械结构较为复杂，精度和平滑度也不如前置拖力，一般只用来应对鱼刚刚咬钩瞬间突然施加在鱼线上的拉力，在钓鱼者开始主动收线时就会解除。

#### 抛线式卷线器
传统轮和水滴轮通常使用的拖力系统分为由星轮和扳杆调节的两种设计。星轮拖力最为常见，机械结构也更简单可靠，主要是用一个与旋柄同轴的星状旋盘来上紧并增加驱动机构的摩擦力，同时配有一个能够暂时让驱动机构断离线杯的扳钮以便让线杯能在抛线和放线调整时无阻力自由旋转。
扳杆拖力使用凸轮机构来增减施加在线杯阻力垫圈上的压力，大多数使用几个预设的设置，比如“咬钩”（strike，拉力强度相对较弱以防脱钩）、“全力”（full，最大强度的拉力）和“自由转杯”（freespool，无拉力，用来抛饵）。扳杆拖力设计的优点是使用起来更省事，而且因为直接施力在线杯上，所用的垫圈也更大，产生的拉力也可以更大更平滑；缺点是在自由放线时可能会因为拖力机构没能完全断离线杯而造成残余阻力。

### 刹车机构
在抛投时，末端渔具（鱼饵和鱼钩）会因为空气阻力的影响而减速，从而降低鱼线飞离鱼轮的速度。这种出线减速现象在抛投截面密度较低、气动外形较差的轻饵时尤为明显。如果是使用转杯轮（通常是水滴轮）进行抛投，因为线杯的转动减速往往要比鱼轮的出线减速慢，这就造成了已经从线杯上松脱的鱼线因为无法及时穿过导线规离开鱼轮而在轮内产生滞后。这些滞后的线起初只是形成少许松脱的弧段随着线杯一起旋转，但随着滞线越来越多，这些悬浮的线套变得越来越长也越来越多，直至它们发生乱缠并彻底绞住线杯转动为止。这种现象称作“反甩”（backlash），因为线套缠绞后会变成十分混乱的一团很难解开，因此也称“炸线”或“炒粉”，在英语圈中也称“鸟窝”（bird's nest）。
现代设计的水滴轮通常会有所谓的“刹车”（braking）系统，用来降低抛投时的线杯转速来保证线杯脱线不会快于鱼轮放线，虽然这样会牺牲一些抛投距离，但也会大大降低反甩炸线的几率。现代设计的鱼轮通常会结合几种不同原理的刹车设计来达到最佳的介入效果。同时，水滴轮的使用者也被要求会使用“指控”（用拇指轻按线杯表面产生可变的摩擦力）来进行手动的线杯减速。

#### 线杯张力
线杯张力（spool tension）在汉语圈也俗称“机械刹车”，是一个与线杯同轴的旋钮，在上紧时会增加线杯旋转时受到的摩擦力，使得线杯减速加快。这是最早出现的一种刹车机制，优点是简单可靠，但缺点是产生的摩擦力会影响放线，而且刹车力呈线性，并不会适应不同线杯转速下的刹车需求。

#### 离心刹车
离心刹车（centrifugal braking）设计的线杯末端呈放射状装有一系列由弹簧牵扯的摩擦部件（俗称“刹车豆”），在线杯高速旋转时，刹车豆会因为离心力而向外伸展，从而接触并摩擦轮框内壁使得线杯减速，直到线杯转速降低到能让弹簧将刹车豆拉回为止。许多此类设计允许使用者将单个刹车豆暂时固定，使其不会接触轮框，从而可以达到手动调节离心刹车力大小的目的。一些新式离心刹车设计则使用不同弹力的弹簧组互相配合，使得在不同转速情况下摩擦部件会依次自动伸出和缩回。这种刹车系统的优点是在抛投初期（线杯转速最快的时候）的介入效果非常明显；缺点是在抛投后期鱼饵和鱼线呈指数性减速时的介入效果普遍不佳。

#### 磁力刹车
磁力刹车（magnetic braking）设计使用楞次定律原理，让线杯旋转时因为金属框架切割磁场的场线从而产生反向的电磁阻力。这种系统的优点是完全不需要线杯与轮框内壁之间发生任何接触，而且会在整个抛投过程中都提供随线杯转速而变的刹车力，而且可以通过调整磁场和金属框之间的间距和力臂来调节介入效果；缺点是在抛投早期的介入效果普遍不如离心刹车明显。

#### 电子刹车
电子刹车（electronic braking）使用内配的集成电路监测线杯的转速，并由蓄电池供电让执行器产生预先设置好的阻力为线杯减速。一些新型的“智能鱼轮”的电子刹车系统甚至可以通过蓝牙技术与移动设备上的应用程序进行无线数据交换，并可以根据不同的饵重、线径和竿长等参数调节介入效果。电子刹车技术目前还只处在萌芽期，市面上只有屈指可数的几种型号使用，其中最著名的是禧玛诺于2003年推出的Curado DC（意思是“Digital Control”），连续二十年是世界上唯一的电子刹车轮，直到2023年初达亿瓦和卡斯丁分别宣发了IMZ Limitbreaker和iReel这两款可以电子刹车轮。

## 操作
使用卷线器时，卷线器架在鱼竿上靠近手肱或身体的一部分，可以减少手腕的疲劳，中指和无名指夹着卷线器的脚，食指扶着线框的边缘，控制出线:66。